# Chandrayaan-3
Chandrayaan-3 is een onbemande maanlandermissie van het Indiase ruimteagentschap ISRO die op 14 juli 2023 is gelanceerd. Op 23 augustus 2023 landde het ruimtevaartuig bij de zuidpool van de Maan.

## Doel

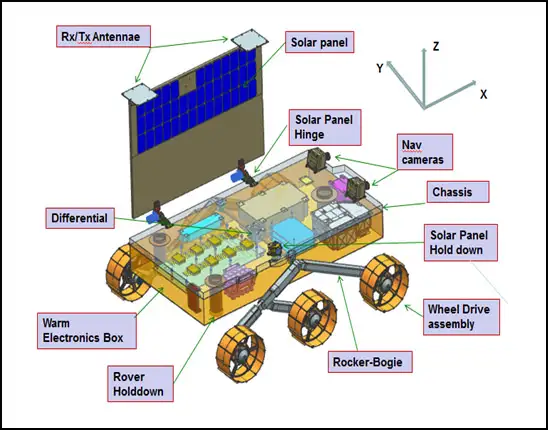
Illustratie maanwagen Pragyan

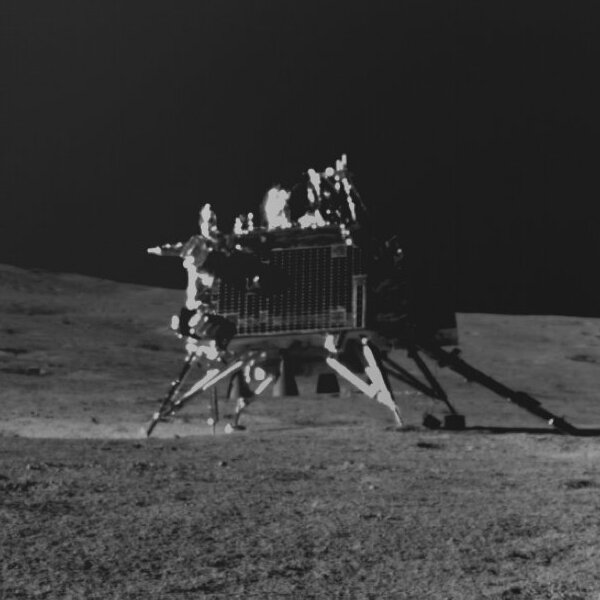
Chandrayaan-3 op het maanoppervlak, foto via de Pragyan-rover.

Na een succesvolle zachte landing op de maan zal de maanwagen Pragyan stalen verzamelen om de chemische verbindingen ervan te analyseren. De verzamelde data worden via schotelantenne-stations op Aarde doorgestuurd naar de ISRO in Bangalore, India voor uitgebreide analyse. De tijdsduur van de volledige missie is veertien dagen.
De zuidpool van de maan wordt gezien als een veelbelovende plek voor toekomstige projecten. Hij heeft kraters waarvan de randen permanent zonlicht krijgen, en is dus potentieel interessant voor zonnepanelen. Het ijs in de kraters zou daarnaast kunnen dienen voor water en zuurstof bij het bouwen van een maanbasis.

## Geschiedenis

### Ontwikkeling
Chandrayaan-3 is de opvolger van de Chandrayaan-2-missie uit 2019. De Indian Space Research Organisation (ISRO) hoopte na de problemen met Chandrayaan-2 in 2020 alsnog een lander op de Maan te landen met missie Chandrayaan-3. Die lancering werd uitgesteld naar juli 2023. De missie bevat alleen een nieuwe lander en gebruikt voor de communicatie de Chandrayaan-2-orbiter die al om de maan cirkelt.

### Vlucht
Na de lancering op 14 juli 2023 werd de excentrische baan om de Aarde stapsgewijs vergroot om in de invloedssfeer van de Maan terecht te komen. De lander en voortstuwingsmodule bereikten lunar injection op 5 augustus 2023, wat inhoudt dat deze door de zwaartekracht van de Maan is gevangen en om de Maan cirkelt. Op 17 augustus 2023 werd de lander losgekoppeld van de voortstuwingsmodule. Hierna werd de baan om de Maan stapsgewijs verlaagd en rond gemaakt in voorbereiding op de landing.

### Landing
Op 23 augustus om 12:32 UTC werd er succesvol bij de zuidpool van de Maan geland op 69⁰22' ZB, 32⁰21' OL nabij de maankrater Manzinus U. Daarmee is India, na de Sovjet-Unie, de Verenigde Staten en China, het vierde land dat een zachte maanlanding heeft gemaakt en het eerste land dat in het zuidpoolgebied is geland. Het ruimtevaartuig zal na de missie blijven staan op de Maan. 

### Missie
Op 24 augustus reed de rover Pragyan vanaf de maanlander op het maanoppervlak voor zijn eerste rit. Het reed slechts tien centimeter per seconde om schade te voorkomen. Zijn activiteiten verliepen volgens schema en alle systemen functioneerden normaal. Pragyan ontdekte sporen van zwavel, aluminium, ijzer, titanium en zuurstof op het maanoppervlak vlak bij de zuidpool.
Op 4 september 2023 maakte de Vikram met succes een experimentele hoppervlucht. Deze steeg met behulp van zijn stuwers op tot zo’n 40 centimeter boven het maanoppervlak en landde 30 tot 40 centimeter van de originele landingsplaats. Deze sprong kan worden gezien als een test voor een toekomstig retourmissie die vanaf het maanoppervlak wordt gelanceerd.
Na een periode van twee weken had Pragyan op 2 september 2023 ongeveer 100 meter afgelegd. De verzamelde data en foto's van Pragyan werden via de maanlander naar aarde verstuurd. Bij het invallen van de nacht op 4 september werd de lander in laag-energie modus gezet, bij de volgende zonsopkomst op 22 september 2023 zouden Pragyan en Vikram ontwaakt moeten worden voor een nieuwe set opdrachten. Bij de eerste mogelijkheid werd nog geen reactie ontvangen. Een mogelijke verklaring is dat de accu's de koude maannacht niet overleefd hebben.
De voortstuwingsmodule die Chandrayaan-3 in een baan om de maan bracht, keerde na zijn hoofdmissie vanaf 9 oktober 2023 terug. Op 4 december was deze terug in een baan om de Aarde.